# Al Fahal
Al Fahal, oder auch nur Fahal oder Fahl (arabisch جزيرة الفحل, DMG Ǧazīrat al-Faḥl in der Bedeutung Hengst-Insel) ist eine kleine unbewohnte Insel, die sich etwa vier Kilometer vor der Küste der omanischen Hauptstadt Maskat im Golf von Oman befindet. Sie wird auch Shark Island (Haiinsel) genannt und ist gut von der Küste zu sehen.

## Geographie
Die Insel misst 590 Meter in Nord-Süd-Ausdehnung und ist bis zu 310 Meter breit. Ihre Küste besteht durchweg aus überhängenden Steilklippen, außer an der südwestlichen Seite, wo sich der einzige Anlandeplatz findet. Sie erreicht eine maximale Höhe von 85 Metern. Nahe dem Zentrum der Insel steht ein sechs Meter hoher Leuchtturm in Fachwerkkonstruktion.
Die Insel besteht vor allem aus Kalkstein und Mergel, der sich im Eozän vor etwa 55 bis 35 Millionen Jahren am Meeresboden gebildet hat. Er besteht aus den Schalen von Meerestieren wie Muscheln, Korallen und Algen, die in dem ehemaligen Schelfmeer gelebt haben. Durch Hebung und Änderung des Wasserstands ist der ehemalige Meeresboden aufgestiegen. Erosion hat weicheres Material in der Umgebung wieder abgetragen, der solidere Anteil, der heute die Insel bildet, ist erhalten geblieben.

## Naturschutzgebiet
Die Insel liegt in den Hoheitsgewässern des Sultanats Oman und steht wegen der hier vorkommenden Fisch- und Korallenarten unter Naturschutz. Das Betreten und das Tauchen erfordert eine Genehmigung, kommerzielles Fischen ist verboten.

## Tauchplatz
Al Fahal ist neben dem Wrack der Al Munassir ein bekannter Tauchplatz bei Muscat. Durch seine Lage sind um die Insel in Tiefen zwischen fünf und 40 Metern insbesondere größere Meeresbewohner wie Rochen, Meeresschildkröten, Delfine, Walhaie und Haie anzutreffen. Das Riff ist mit vielen Weich- und Steinkorallen bewachsen. Vor einigen Jahren wurde mit halbrunden Betonsegmenten versucht, ein künstliches Riff aufzubauen. In etwa 27 Meter Wassertiefe befindet sich das Wrack eines Schleppers und das einer Barkasse, die ebenfalls betaucht werden können.

## Bilder

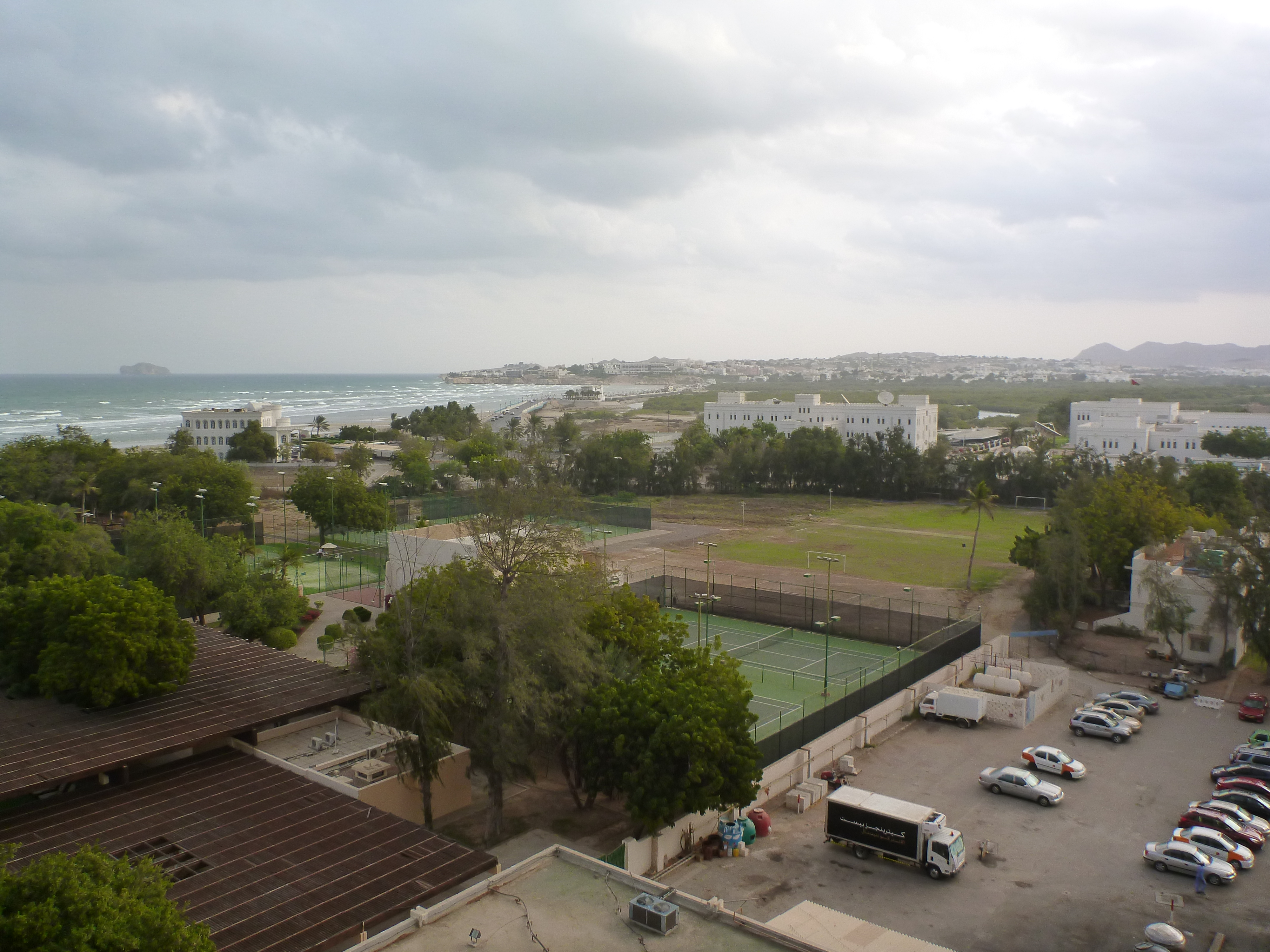
Blick über Maskat, links oben die Insel Al Fahal
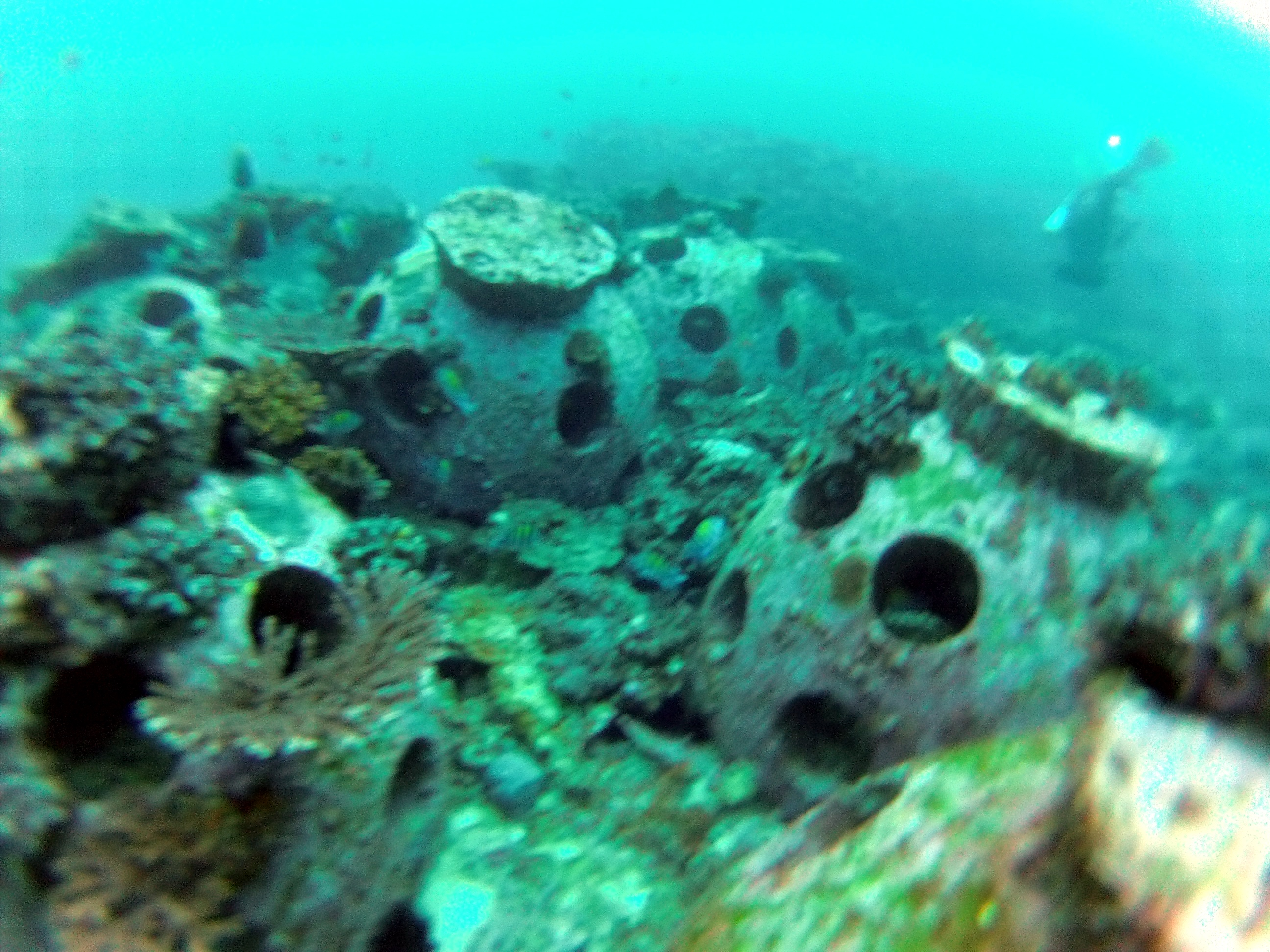
Betonsegmente als künstliches Riff, unterhalb von Al Fahal
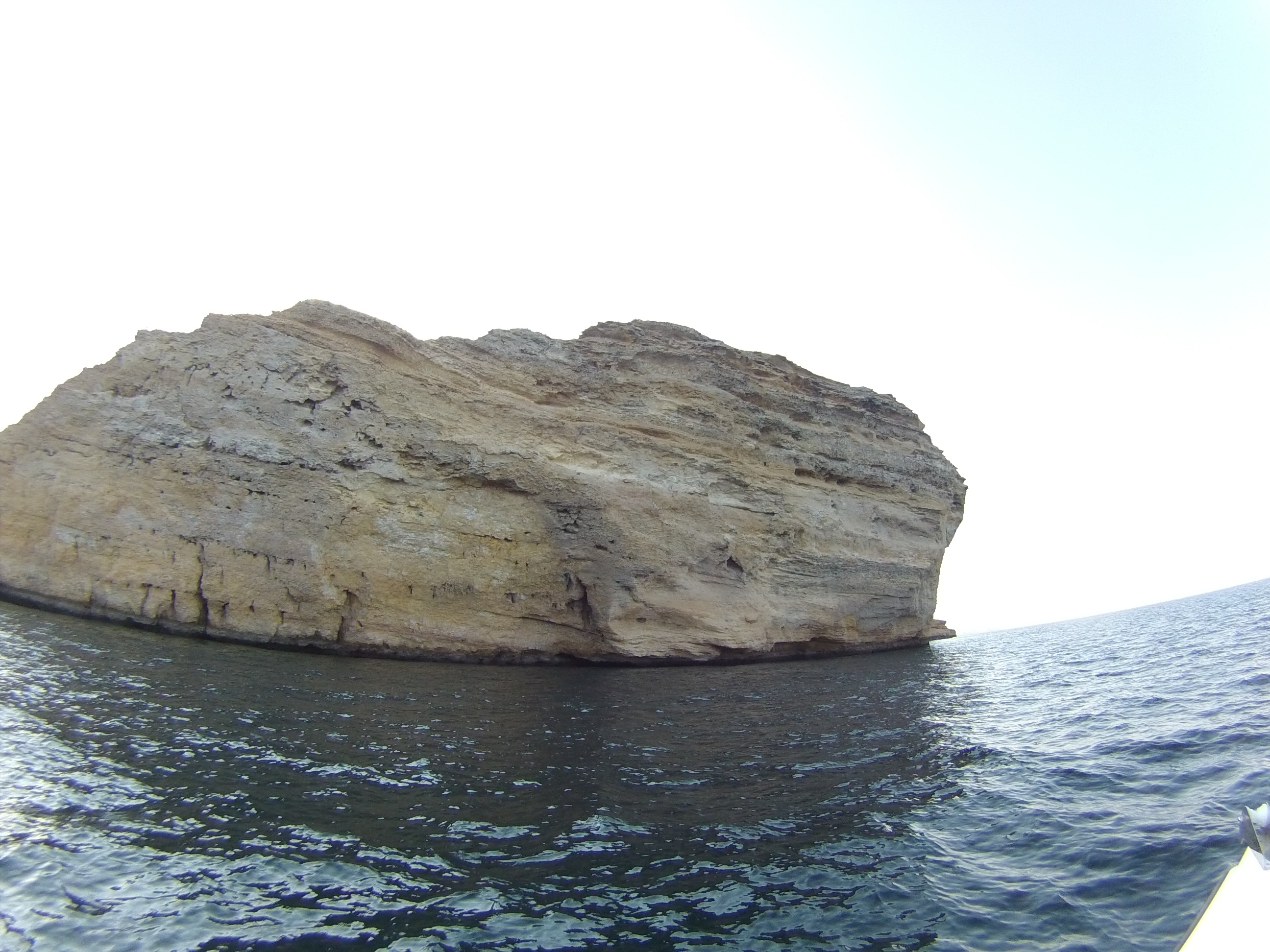
Sandsteinlagen auf der Nordseite der Insel